# Henri Saint Cyr
Henri Saint Cyr (Stoccolma, 15 marzo 1902 – Kristianstad, 27 luglio 1979) è stato un cavaliere svedese, vincitore di quattro medaglie d'oro olimpiche.

## Biografia
Ha infatti vinto nel dressage sia individuale che a squadre ai giochi del 1952 (ad Helsinki) ed a quelli del 1956 (che si disputarono a Melbourne, ad eccezione delle gare di equitazione, svoltesi proprio a Stoccolma). Montava rispettivamente Master Rufus e Juli.
Recitò il giuramento degli atleti a Stoccolma (a Melbourne fu invece John Landy).